# Regierung Campbell-Bannerman

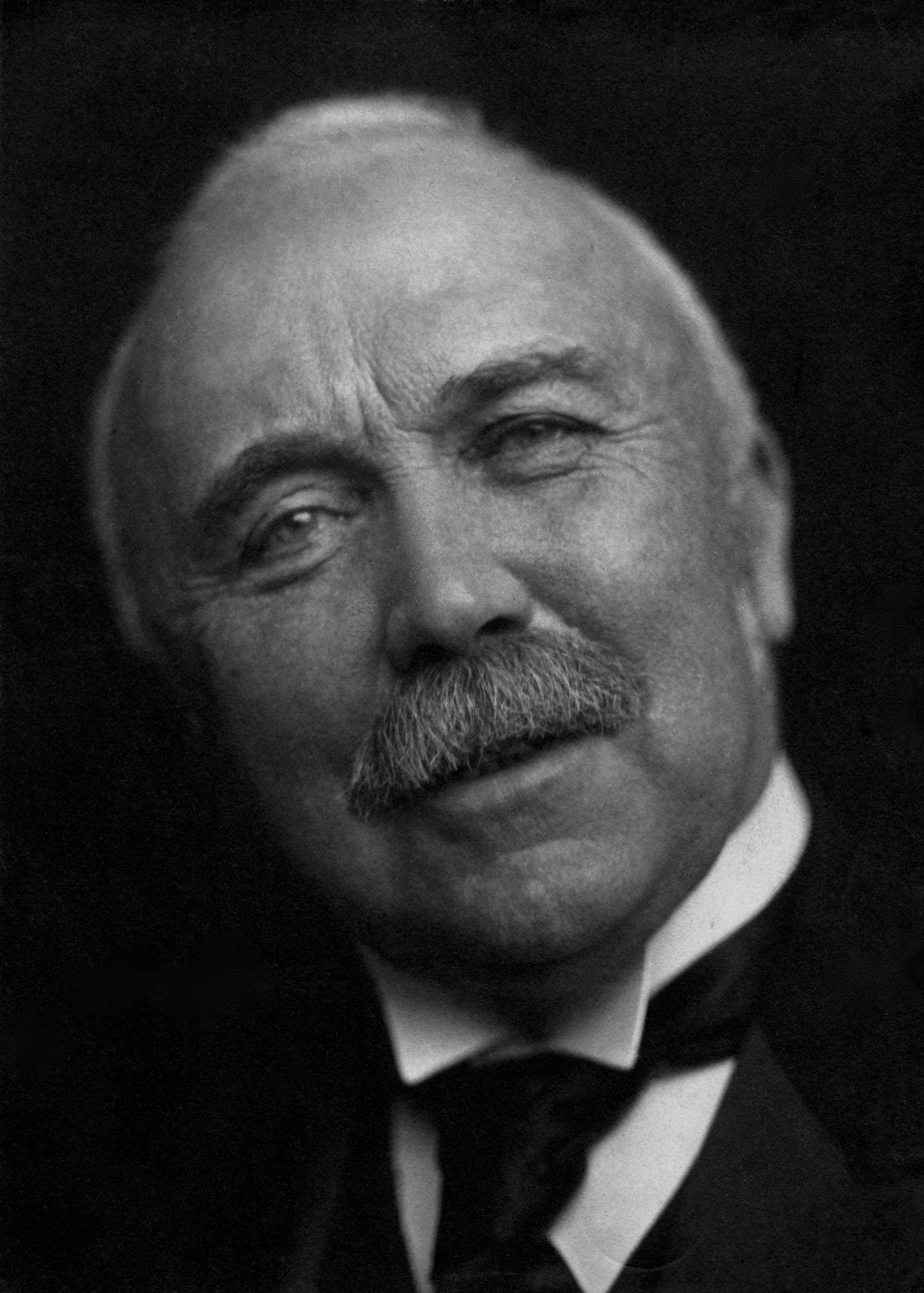
Sir Henry Campbell-Bannerman war zwischen 1905 und 1908 Premierminister.

Die Regierung Campbell-Bannerman war die Regierung im Vereinigten Königreich vom 5. Dezember 1905 bis zum 6. April 1908.
Die Regierung wurde von Premierminister Henry Campbell-Bannerman von der Liberal Party gebildet und löste das Kabinett Balfour ab. Dem Kabinett gehörten nur Mitglieder der Liberal Party an. Campbell-Bannerman trat am 6. April 1908 zurück und verstarb zwei Wochen später am 22. April 1908. Das Kabinett wurde am 8. April 1908 vom Kabinett Asquith I abgelöst.

## Regierungsjahre 1905 bis 1908

### Unterhauswahlen und innenpolitische Ereignisse

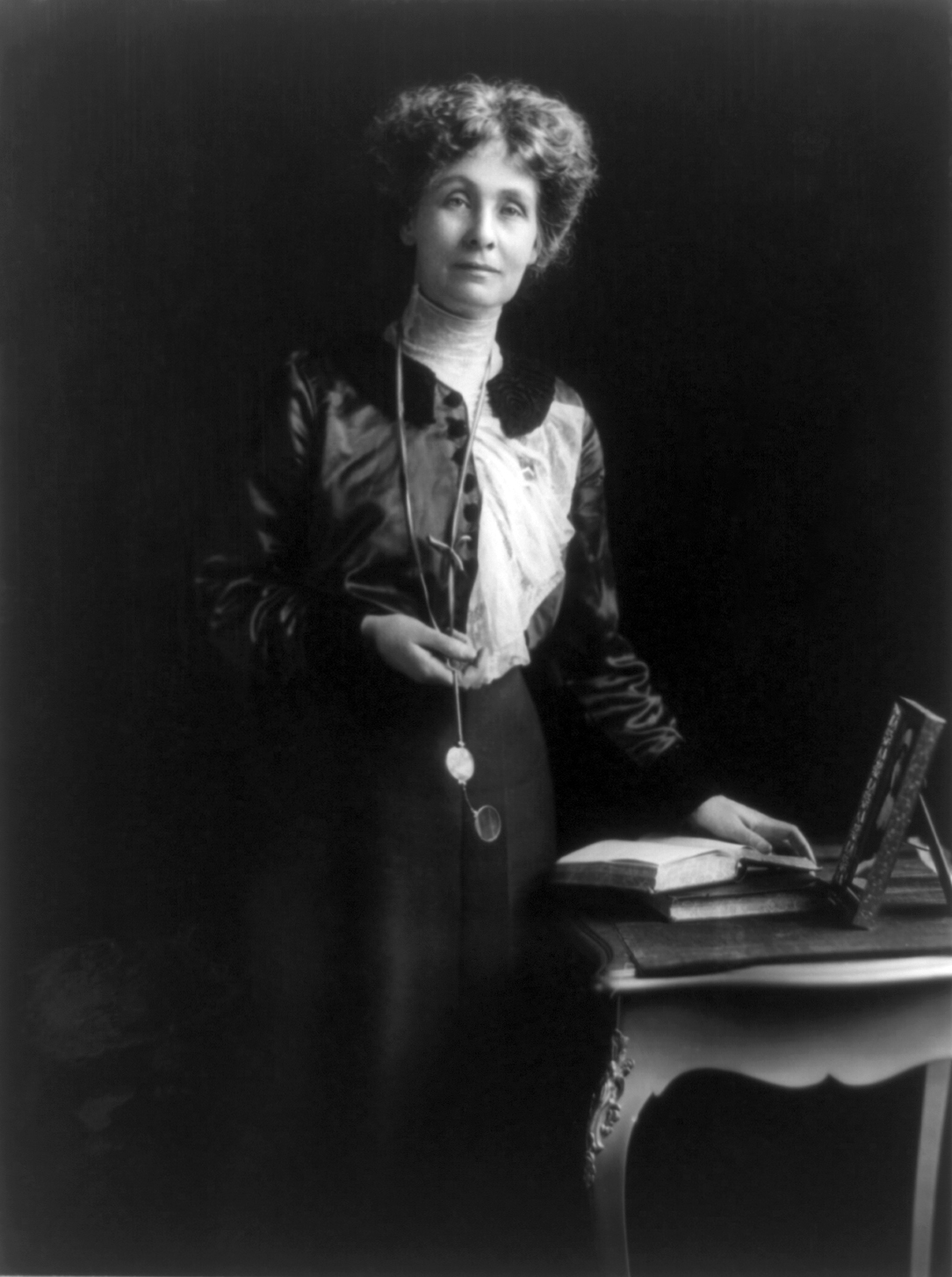
Emmeline Pankhurst setzte sich mit den „Suffragetten“ für das Frauenwahlrecht ein.

Die Liberal Party unter Campbell-Bannerman gewann bei den Unterhauswahlen vom 23. September bis 24. Oktober 1900 45 Prozent und 184 Mandate. Die Conservative Party unter dem damaligen Premierminister Robert Gascoyne-Cecil, 3. Marquess of Salisbury erhielt 50,3 Prozent und 334 der 670 Sitze im Unterhaus (House of Commons). Die Irish Parliamentary Party (IPP), die sogenannten Irish Nationalists, unter John Redmond kamen bei einem Stimmenanteil von 2,6 Prozent auf 82 Mandate, wovon 57 ohne Gegenkandidaten gewonnen wurden. Die Liberal Unionists von Spencer Cavendish, 8. Duke of Devonshire erhielten 68 Sitze, während die Labour Party mit 1,3 Prozent zwei Mandate erhielt.
Am 4. Dezember 1905 spalteten sich die Konservativen in der Frage des Freihandels und des imperialen Protektionismus, sodass Campbell-Bannerman eine liberale Regierung bildete. In Irland wurde kurz zuvor am 28. November 1905 Sinn Féin, eine radikale nationalistische Partei, von Arthur Griffith gegründet. 1905 startete der Indische Nationalkongress seine erste große Kampagne gegen die britische Herrschaft.
Bei den Unterhauswahlen vom 12. bis 29. Januar 1906 erhielt die Liberal Party eine breite absolute Mehrheit im Unterhaus von 49,4 Prozent und stellte durch das Mehrheitswahlsystem 399 der 670 Sitze im Unterhaus. Die Conservative Party, nunmehr unter der Führung von Arthur James Balfour, erhielt 43,4 Prozent und kam auf 131 Abgeordnete. Die Irish Nationalists unter John Redmond stellten trotz eines Stimmenanteils von nur 0,7 Prozent 83 Abgeordnete, wobei sie 75 Wahlkreise ohne Gegenkandidaten holten. Die Labour Party, das bisherige Labour Representation Committee, erhielt 4,8 Prozent und 29 Mandate. Die Liberalen Unionisten von Joseph Chamberlain holten 25 Sitze, während drei Sitze an andere Kandidaten fielen. Die Regierung startete daraufhin ein Programm sozialer Reformen, dessen Grundstein Schatzkanzler David Lloyd George mit seinem Haushaltsentwurf legte, und führte auf Druck der Labour Party kostenlose Schulmahlzeiten ein. Der Trade Disputes Act hob 1906 das Taff Vale-Urteil von 1901 auf und erklärte damit, dass Gewerkschaften nicht für Schäden verklagt werden könnten, die während eines Streiks entstanden seien. Die Daily Mail erfand 1906 das Wort „Suffragetten“, um Emmeline Pankhurst, ihre Töchter Christabel Pankhurst und Sylvia Pankhurst und ihre Unterstützer zu beschreiben, die sich für Frauenwahlrecht einsetzten. Am 21. März 1907 sprach sich Premierminister Campbell-Bannerman im Unterhaus sowie im Oberhaus (House of Lords) gegen eine Tunnelverbindung zwischen Großbritannien und Frankreich aus. Diese Erklärung bedeutete das vorläufige Aus für die geplante Tunnelverbindung unter dem Ärmelkanal: Obwohl Großbritannien und Frankreich in der Entente cordiale vom 8. April 1904 miteinander verbündet waren, befürchteten viele Briten, dass eine Kanalverbindung eine französische Invasion herbeiführen könnte.

### Außenpolitische Ereignisse

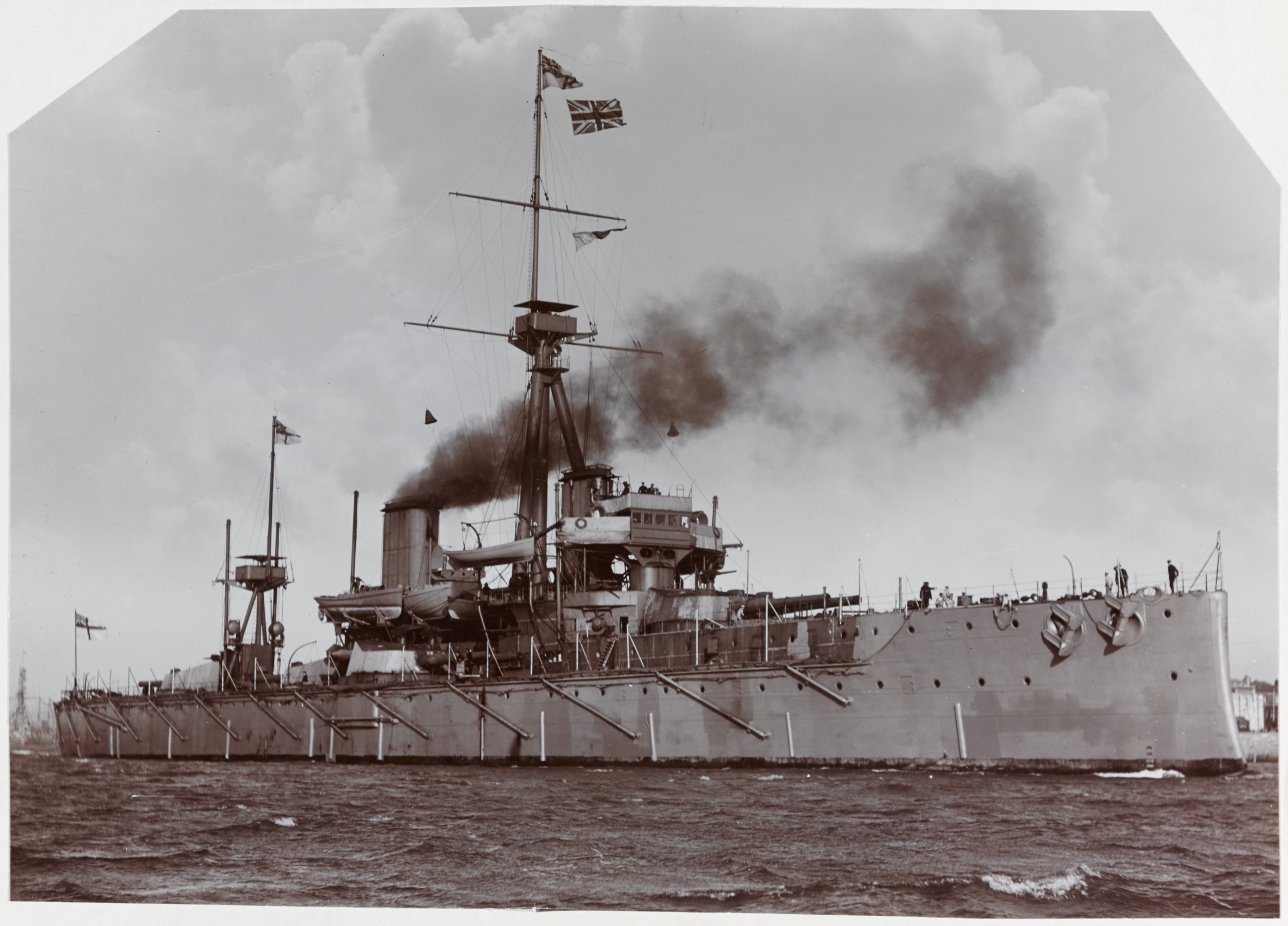
Die Dreadnought war das mit Abstand stärkste Schlachtschiff und ausschlaggebend für das Deutsch-Britische Flottenwettrüsten.

Am 10. Februar 1906 wurde die Dreadnought von der Royal Navy vom Stapel gelassen. Mit seinen zehn 12-Zoll-Geschützen war es das mit Abstand stärkste Schlachtschiff auf See. Mit der dritten Marine-Gesetzesvorlage erhöhte die deutsche Regierung am 5. Juni 1906 die Tonnage ihrer Schlachtschiffe und begann damit das Deutsch-Britische Flottenwettrüsten. 1906 erklärte Außenminister Sir Edward Grey privat gegenüber der französischen Regierung, dass Großbritannien moralisch verpflichtet sei, Frankreich im Falle eines deutschen Angriffs zu unterstützen. Am 4. Juli 1906 wurde Äthiopien, trotz Erklärung der Unabhängigkeit, in britische, französische und italienische Einflusszonen aufgeteilt. Am 6. Dezember 1906 gewährte Großbritannien in Südafrika der Transvaal-Kolonie sowie der Oranjefluss-Kolonie die Selbstverwaltung.
Russland erkannte am 19. August 1907 diplomatisch die beherrschende Stellung Großbritanniens im Persischen Golf an, und die beiden Mächte einigten sich auf Einflusssphären in Zentralasien in Afghanistan, Persien und Tibet. Am 31. August 1907 folgte durch den Vertrag von Sankt Petersburg eine englisch-russische Entente, die die deutschen Einkreisungsängste weiter verstärkte. Nach dem britischen Abkommen über Einflusszonen in Asien war die Entente cordiale vom 8. April 1904 nun die Triple Entente. Daraus wurde 1914 ein formelles Militärbündnis.

## Mitglieder des Kabinetts
| Amt                                                                                             | Amtsinhaber                                  | Beginn der Amtszeit               | Ende der Amtszeit             |
| ----------------------------------------------------------------------------------------------- | -------------------------------------------- | --------------------------------- | ----------------------------- |
| Prime Minister (Premierminister)                                                                | Sir Henry Campbell-Bannerman                 | 5. Dezember 1905                  | 6. April 1908                 |
| Lord President of the Council (Präsident des Geheimen Kronrates)                                | Robert Crewe-Milnes, 1. Earl of Crewe        | 5. Dezember 1905                  | 6. April 1908                 |
| Lord Chancellor (Lordkanzler)                                                                   | Sir Robert Reid                              | 5. Dezember 1905                  | 6. April 1908                 |
| Lord Privy Seal (Lordsiegelbewahrer)                                                            | George Robinson, 1. Marquess of Ripon        | 10. Dezember 1905                 | 6. April 1908                 |
| Chancellor of the Exchequer (Schatzkanzler)                                                     | Herbert Henry Asquith                        | 10. Dezember 1905                 | 6. April 1908                 |
| Secretary of State for Foreign Affairs (Außenminister)                                          | Sir Edward Grey                              | 10. Dezember 1905                 | 6. April 1908                 |
| Home Secretary (Innenminister)                                                                  | Herbert Gladstone                            | 10. Dezember 1905                 | 6. April 1908                 |
| First Lord of the Admiralty (Erster Lord der Admiralität)                                       | Edward Marjoribanks, 2. Baron Tweedmouth     | 10. Dezember 1905                 | 6. April 1908                 |
| President of the Board of Agriculture and Fisheries (Minister für Landwirtschaft und Fischerei) | Robert Wynn-Carington, 1. Earl of Carrington | 10. Dezember 1905                 | 6. April 1908                 |
| Secretary of State for the Colonies (Minister für die Kolonien)                                 | Victor Bruce, 9. Earl of Elgin               | 10. Dezember 1905                 | 6. April 1908                 |
| President of the Board of Education (Bildungsminister)                                          | Augustine Birrell Reginald McKenna           | 10. Dezember 1905 23. Januar 1907 | 23. Januar 1907 6. April 1908 |
| Secretary of State for India (Minister für Indien)                                              | John Morley                                  | 10. Dezember 1905                 | 6. April 1908                 |
| Chief Secretary for Ireland (Chefsekretär für Irland)                                           | James Bryce Augustine Birrell                | 10. Dezember 1905 23. Januar 1907 | 23. Januar 1907 6. April 1908 |
| Chancellor of the Duchy of Lancaster (Kanzler des Herzogtums Lancaster)                         | Sir Henry Fowler                             | 10. Dezember 1905                 | 6. April 1908                 |
| President of the Local Government Board (Kommunalminister)                                      | John Elliot Burns                            | 10. Dezember 1905                 | 6. April 1908                 |
| Postmaster General (Postminister)                                                               | Sydney Buxton                                | 10. Dezember 1905                 | 6. April 1908                 |
| Secretary of State for Scotland (Schottland-Minister)                                           | John Sinclair                                | 10. Dezember 1905                 | 6. April 1908                 |
| President of the Board of Trade (Handelsminister)                                               | David Lloyd George                           | 10. Dezember 1905                 | 6. April 1908                 |
| Secretary of State for War (Kriegsminister)                                                     | Richard Haldane                              | 10. Dezember 1905                 | 6. April 1908                 |

## Hintergrundliteratur
- Das Viktorianische England, in: Weltgeschichte in Bildern. Der Reichsgedanke. Die großen Nationen von 1850 bis 1914, Gondrom Verlag, Bayreuth 1982, ISBN 3-8112-0248-0
- Heinrich Pleticha (Herausgeber): Weltgeschichte. Fürstenhöfe und Fabriken. Die Welt im Zeitalter des Imperialismus, Bertelsmann Lexikon Verlag, Gütersloh 1996, ISBN 3-577-15010-6
- Ulrike Müller-Kaspar (Herausgeberin): Die Jahrtausendbibliothek. Das Zwanzigste Jahrhundert, Tosa Verlag, Wien 1999
- Das 20. Jahrhundert. Ein illustrierter Rückblick auf 100 Jahre Weltgeschehen, H+L Verlagsgesellschaft, Köln 1999
- Chambers Dictionary of World History, Chambers Harrap 2002, ISBN 0-550-13000-4
- Timothy Venning: Compendium of British Office Holders, Palgrave Macmillan UK, 2005, ISBN 978-0-230-50587-2 (Onlineversion)
- Hywell Williams (Herausgeber): The Modern World: 1900–2004, in: Cassell’s Chronology of World History. Dates, Events and Ideas that Made History, Weidenfeld & Nicolson, London 2005, ISBN 0-304-35730-8
- Der Große Ploetz. Die Enzyklopädie der Weltgeschichte, Verlag Vandenhoeck & Ruprecht, 35. Auflage, 2008, ISBN 978-3-525-32008-2